# Achilles Renaud

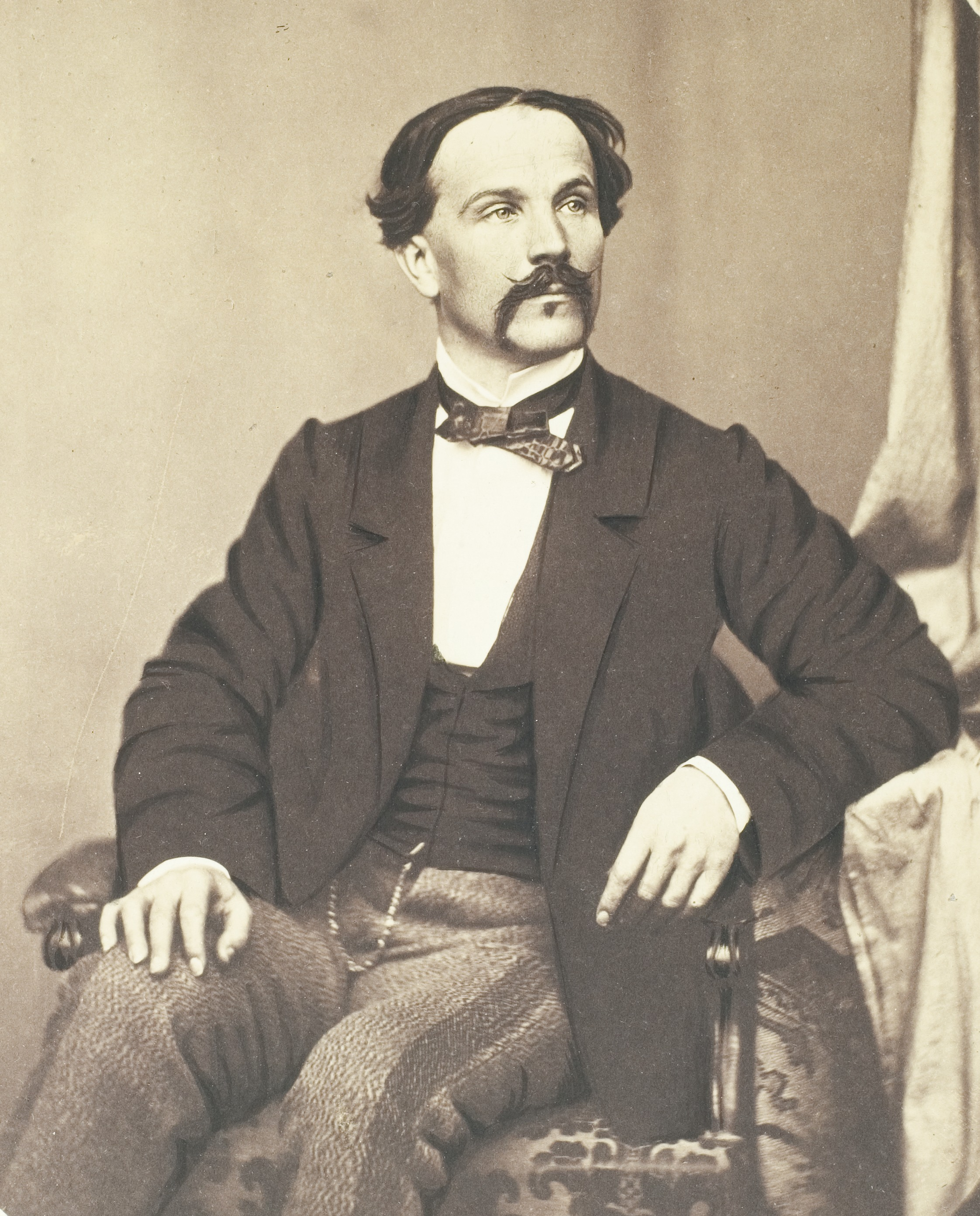
Achilles Renaud

Achilles Renaud (* 14. August 1819 in Lausanne; † 5. Juni 1884 in Heidelberg) war ein Schweizer Rechtswissenschaftler.

## Leben
Renaud stammte aus einer altadeligen Hugenottenfamilie, die nach der Aufhebung des Edikts von Nantes aus Frankreich vertrieben wurde und in die Welschschweiz emigrierte. Renauds Vater war reformierter Geistlicher in Lausanne und Bern. Nach dem Abitur in Bern studierte  Achilles Renaud Rechtswissenschaften an der Universität Bern, der Ruprecht-Karls-Universität Heidelberg und der  Friedrich-Wilhelms-Universität zu Berlin. Seine Lehrer waren Anton Friedrich Justus Thibaut, Friedrich Carl von Savigny und Karl Adolph von Vangerow. In Heidelberg wurde er 1841 Mitglied des Corps Helvetia. Nach dem „vorzüglichen“ Examen und der Promotion zum Dr. iur. in Heidelberg ging er für ein halbes Jahr nach Paris. Dort schrieb er sein erstes juristisches Werk. Es bestimmte seinen Lebensweg. Die Berner Regierung berief ihn als Privatdozenten an die Universität Bern und ernannte ihn wenig später zum a. o. Professor. Außer dem französischen Zivilrecht las er französische Staats- und Rechtsgeschichte, französisches Zivilprozeßrecht und deutsches Privat-  und Kirchenrecht.
1848 wurde Renaud als o. Professor an die  Hessische Ludwigs-Universität berufen, an der er bis 1851 Vorlesungen über deutsches Privatrecht, deutsches Zivilprozeßrecht und französisches Zivilrecht hielt. 1851 erhielt Renaud einen Ruf an die Universität Heidelberg, der er 33 Jahre bis zu seinem Tode angehörte.
Renauds Beiträge zum Wechselrecht und Handelsrecht, insbesondere zum Aktienrecht, waren maßgeblich. Er galt als einer der größten Rechtslehrer der deutschen Universitäten. Seine Vorlesungen wurden von nahezu 10.000 Hörern besucht und begründeten den herausragenden Ruf der Heidelberger Juristischen Fakultät.

## Ehrungen und Ehrenämter
- Vorsitzender des Spruchkollegiums der Heidelberger Juristenfakultät
- Großherzoglich badischer Geheimrat
- Zweimaliger Prorektor der Universität Heidelberg
- Mitglied der Ersten Badischen Kammer (1873 bis 1878 als Abgeordneter der Universität Heidelberg)
- Mitglied des Bezirksrates und des Heidelberger Stadtverordnetenkollegiums

## Werke
- Lehrbuch des gemeinen deutschen Privatrechts, 1848.
- Recht der Actiengesellschaften, 1. Aufl. 1863, 2. Aufl. 1875.
- Civilproceßrecht, 1866.
- Lehrbuch über das deutsche Privatrecht, I. Band.
- Recht der Commanditgesellschaften, 1881.
- mit Paul Laband: Die stille Gesellschaft, 1885.
- Kritik zu dem Entwurf eines Reichsgesetzes betreffend die Actiengesellschaften und die Commanditgesellschaften auf Actien. (Busch’s Archiv für Handels- und Wechselrecht; Bd. 45).
- Lehrbuch des gemeinen deutschen Civilprozeßrechts mit Rücksicht auf die neuen Civilprozeßgesetzgebungen. Der ordentliche Civilprozeß, 1. Aufl. 1867, 2. Aufl. 1873.
- Zur Lehre von der gerichtlichen Zuständigkeit. In: Zeitschrift für deutschen Civilproceß 5 (1882), S. 1–56. (Digitalisat).